# シビーン

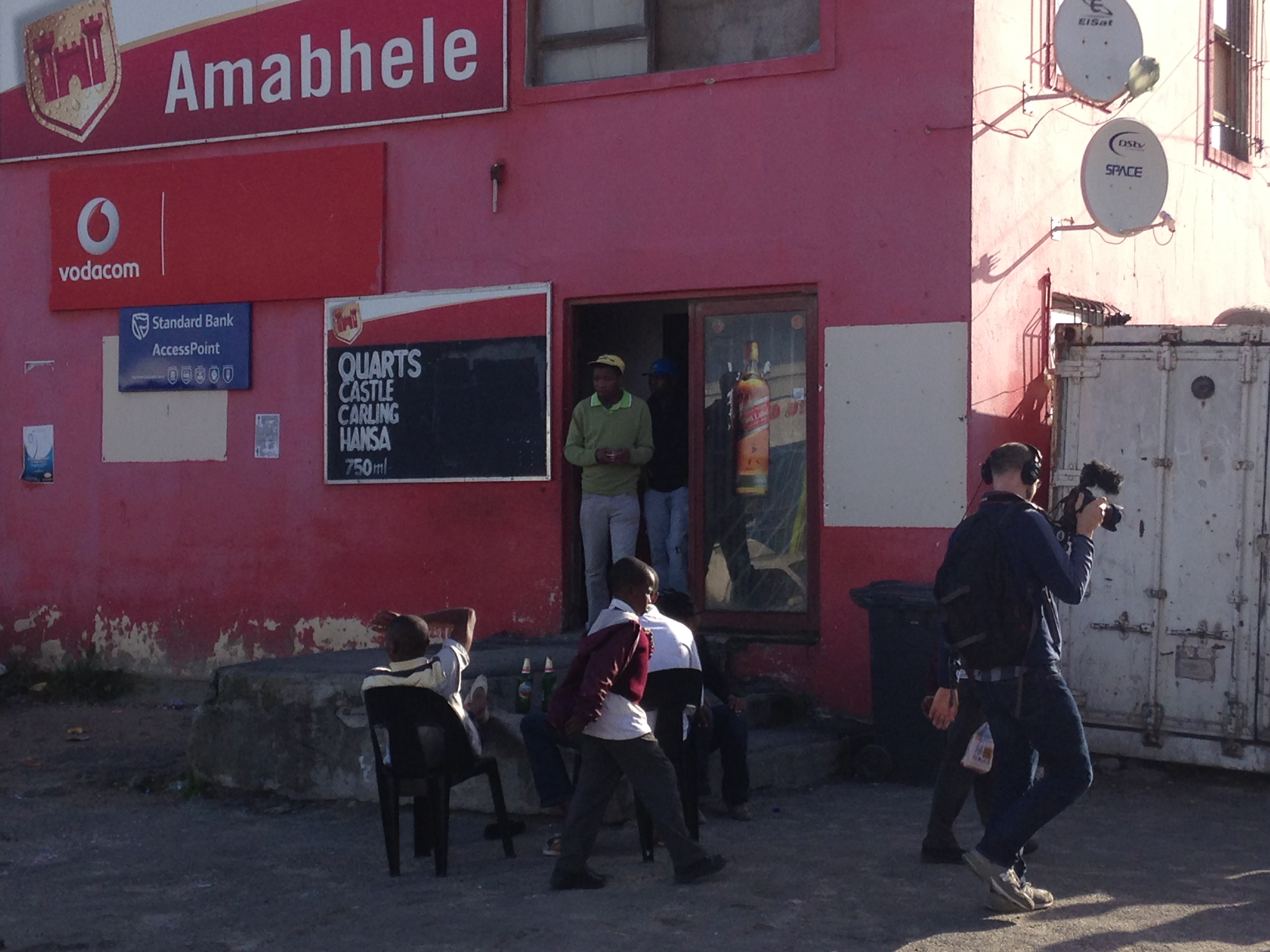
シビーン（南アフリカ共和国・ケープタウン）

シビーン（アイルランド語: sibín、英語: shebeen、アフリカーンス語: sjebeen）は、違法なバーやクラブなど、無許可で酒類を提供するもぐり酒場。
シビーンという表現は、アイルランドに由来するが、各地に広まっており、スコットランド、カナダ、アメリカ合衆国、イングランド、ジンバブエ、英語圏のカリブ海地域、ナミビア、南アフリカ共和国でも使われる。
現代の南アフリカでは、多くのシビーンはまったく合法的な存在である。

## 南アフリカ
南アフリカ共和国やジンバブエでは、シビーンのほとんどはアパルトヘイト体制以来の黒人居住地区(Township (South Africa))において、パブやバーの代わりに発達した。人種隔離政策が採られていた当時の南アフリカやローデシアでは、白人のために設けられていたパブやバーに黒人が入ることはできなかった。
もともとシビーンは、不法に経営され、自家醸造(homebrewed)、密造された酒類を売りながら、政治的、社会的問題を議論する場所を顧客に提供していた。 店主も客も、警察に逮捕されることがしばしばあったが、シビーンの存在は、コミュニティをとりまとめ、安全に議論ができる場所を提供する上で重要であったために、やがて再開されることも多かった。アパルトヘイト体制下では、シビーンは活動家が会合する重要な場所であり、労働者階級の活動家や地元コミュニティの人々が集まるような店もあれば、弁護士、医師、音楽家などが集まる店もあった。
シビーンはまた、音楽やダンスも提供し、客が自らの文化を表現できる場であったため、音楽ジャンルとしてのクワイト(Kwaito)の発生、発達を支えることになった。現在、南アフリカではシビーンは合法化されており、ウムクォンボティ(umqombothi)というトウモロコシやソルガムを原料とする伝統的なビール(Beer in South Africa)とともに、企業的に生産されるビールも提供し、南アフリカの都市文化の重要な部分となっている。今日でもシビーンは、社交シーンの重要な一部である。現代の南アフリカにおいては、南部の農村部におけるジューク・ジョイント(juke joint)と同様の機能を果たしている。こうした酒場は、地元コミュニティのアイデンティティや一体感を体現した存在である。
今日でも、シビーンは南アフリカの若者に人気があり、ほとんどの場合、所有者は男性である。南アフリカの人々が文化遺産を残そうとする中で、シビーンは再び盛んになってきている。

## アメリカ合衆国
アメリカ合衆国では、シビーンという表現は、ペンシルベニア州の無煙炭炭坑で働くアイルランド系の移民によって広く使われていた。